# Бабеле

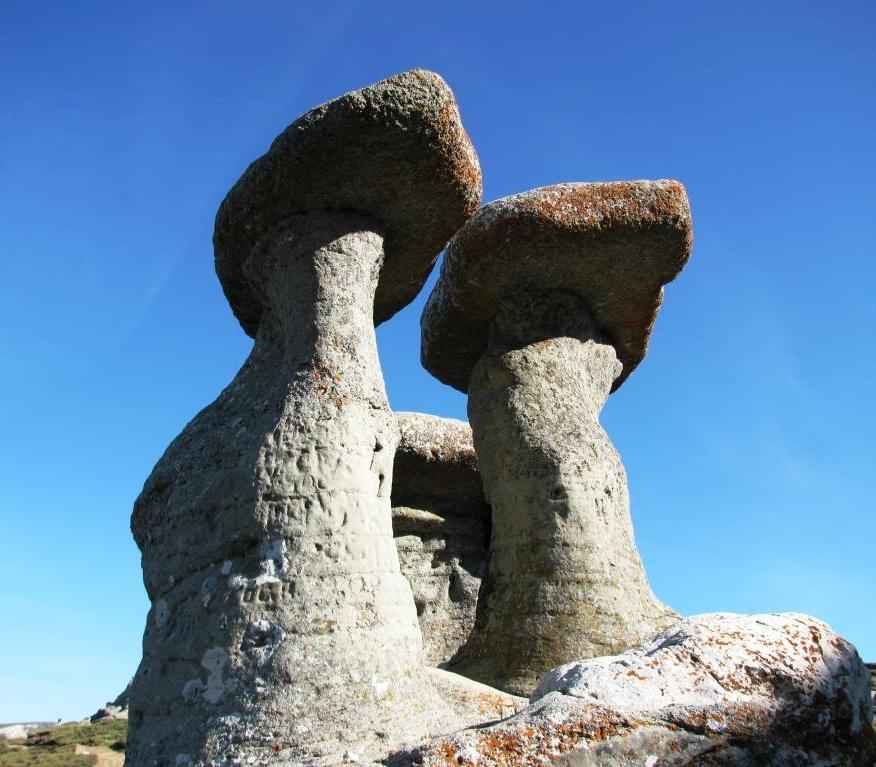
Бабеле

Бабеле (рум. Babele — «старухи», «старые женщины») — скальные выходы в горном массиве Бучеджи в Румынии, в пределах Южных Карпат. Одно из семи природных чудес Румынии.
Название происходит от вида скальных образований грибовидной формы, образованных в результате эрозии различных по твёрдости горных пород. Высота над уровнем моря — 2206 м.
Другое скальное образование на этой же территории — из-за визуальной схожести с египетским Сфинксом — называется Бучеджский Сфинкс.